# Hero (album Super Junior)
Hero – pierwszy japoński album studyjny południowokoreańskiej grupy Super Junior, wydany 24 lipca 2013 roku. Został wydany w trzech wersjach: regularnej (CD), limitowanej (2CD+DVD) i limitowanej fanklubu (CD+DVD).
Album osiągnął 2 pozycję w rankingu Oricon i pozostał na liście przez 13 tygodni, sprzedał się w nakładzie 122 373 egzemplarzy.

## Lista utworów

### CD
| CD DISC 1 | CD DISC 1                                | CD DISC 1         | CD DISC 1                                                         | CD DISC 1 |
| Nr        | Tytuł utworu                             | Tekst             | Muzyka                                                            | Długość   |
| --------- | ---------------------------------------- | ----------------- | ----------------------------------------------------------------- | --------- |
| 1.        | „INTRO -SUPERMAN PRELUDE-”               |                   | Yoo Young-jin                                                     | 1:09      |
| 2.        | „★BAMBINA★”                              | Sara Sakurai      | Andreas Carlsson, Erik Lidbom                                     | 4:24      |
| 3.        | „Sexy, Free & Single”                    | Leonn             | Daniel "Obi" Klein, Thomas Sardorf, Lasse Lindorff                | 3:44      |
| 4.        | „Mr.Simple”                              | Goro Matsui       | Yoo Young-jin                                                     | 4:00      |
| 5.        | „Opera”                                  | Masanori Nagaoka  | Thomas Troelsen, Engelina Larsen                                  | 3:02      |
| 6.        | „Wonder Boy”                             | Sara Sakurai      | Kim Sang-soo                                                      | 3:18      |
| 7.        | „Our Love”                               | Leonn             | Yoo Jae-ha                                                        | 6:11      |
| 8.        | „A-CHA”                                  | Leonn             | Hitchhiker                                                        | 3:19      |
| 9.        | „Bijin (BONAMANA)” (jap. 美人(BONAMANA)) | Goro Matsui       | Yoo Young-jin                                                     | 3:59      |
| 10.       | „TUXEDO”                                 | H.U.B             | Joshua "J.D." Walker, Kelly Sheehan, Robert Mario, Mauli Bonner   | 3:52      |
| 11.       | „Way”                                    | Hikari            | Hikari                                                            | 4:47      |
| 12.       | „Hero”                                   | Natsumi Kobayashi | G'harah PK Degeddingseze, Jamie Jones, Jack Kugell, Jason Pennock | 4:40      |
| 13.       | „Hero -Performance ver.-” (Bonus Track)  | Natsumi Kobayashi | G'harah PK Degeddingseze, Jamie Jones, Jack Kugell, Jason Pennock | 4:40      |

| CD DISC 2 | CD DISC 2                                           | CD DISC 2                   | CD DISC 2 |
| Nr        | Tytuł utworu                                        | Wykonanie                   | Długość   |
| --------- | --------------------------------------------------- | --------------------------- | --------- |
| 1.        | „I WANNA DANCE”                                     | Super Junior-D&E            | 3:27      |
| 2.        | „Tài wánměi (Perfection)” (chn. 太完美(Perfection)) | Super Junior-M              | 3:25      |
| 3.        | „Promise You”                                       | Super Junior-K.R.Y.         | 4:09      |
| 4.        | „Ashita no tame ni,” (jap. 明日のために、)          | Sungmin feat. Moeyan        | 4:51      |
| 5.        | „Mìngyùn xiàn (Destiny)” (chn. 命運線(Destiny))     | Super Junior-M              | 4:46      |
| 6.        | „Oppa, Oppa”                                        | Super Junior-D&E            | 3:17      |
| 7.        | „Rokuko!!!” (jap. ロクゴ!!!(Rokuko))                | Super Junior-T feat. Moeyan | 2:59      |
| 8.        | „Love That I Need” (feat. Henry)                    | Super Junior-D&E            | 3:24      |
| 9.        | „First Love”                                        | Donghae                     | 2:06      |
| 10.       | „Hana Mizuki” (jap. ハナミズキ)                     | Super Junior-K.R.Y.         | 5:05      |